# Clémence de Faucogney
Clémence de Faucogney (née avant 1174, † en 1217) est la fille d'Aymon II de Faucogney, seigneur de Faucogney et vicomte de Vesoul, et d'Adeline (dont le nom de famille est inconnu).

## Biographie
Avant 1192, elle épouse en tant que première femme Renard II de Choiseul, seigneur de Choiseul, fils de Foulques II et d'Alix de Vignory,. La famille de Faucogney possédait des rentes sur les foires de Bar-sur-Aube, en Champagne, ce qui peut expliquer le rapprochement entre ces deux maisons.
Le père de Clémence, Aymon II de Faucogney étant décédé depuis 1174, la seigneurie de Faucogney est alors tenue par le frère aîné de celle-ci, également prénommé Aymon. Mais ce dernier décède à son tour vers 1205 sans mariage ni postérité, transmettant ainsi le fief familial à Clémence. Toutefois sa sœur cadette, Béatrice, mariée à Hugues de Rougemont, reste l'héritière de Clémence dans le cas où celle-ci mourrait sans enfant
,.
Renard et Clémence partagent alors leur temps entre Choiseul et Faucogney jusqu'en 1207 où décède la mère de Renard, Alix de Vignory, et où il est alors nécessaire pour lui d'imposer sa présence dans le Bassigny.
Mais vers 1217, Clémence de Faucogney meurt, et en l'absence d'héritier, Renard doit alors laisser la seigneurie de Faucogney à la famille de son épouse.

## Mariage et enfants

Blason de la Maison de Choiseul.

Avant 1192, elle épouse en tant que première épouse Renard II de Choiseul, seigneur de Choiseul, fils de Foulques II et d'Alix de Vignory, dont elle n'a pas d'enfant.
Veuf, Renard de Choiseul épousera en secondes noces Alix de Dreux, d'origine capétienne car arrière petite-fille du roi des Francs Louis VI le Gros, dame de Traves, veuve de Gaucher IV de Mâcon, seigneur de Salins, fille de Robert II de Dreux, comte de Dreux, et de Yolande de Coucy, dont il aura cinq enfants.

## Confusion historique
Certains historiens du XIXe siècle ont intégré dans la généalogie de la maison de Choiseul deux personnages du nom de Renard. Selon eux, Renard II, qui serait décédé vers 1219, aurait eu un fils avec Clémence de Faucogney et qui se serait nommé Renard III. Et c'est ce dernier qui aurait alors épousé Alix de Dreux dont il aurait eu cinq enfants, continuant ainsi la descendance de cette famille.
Toutefois, il s'agit d'une erreur car une charte de 1236 parle d'un Renard, seigneur de Choiseul et fils de Foulques de Choiseul. Renard II et Renard III ne sont donc probablement qu'une seule et même personne et Clémence de Faucogney n'a très probablement jamais eu d'enfant. De plus, cette hypothèse justifie le fait que les héritiers de Renard II ne sont pas seigneurs de Faucogney.